# Pseudorhaphitoma pyramidalis
Pseudorhaphitoma pyramidalis é uma espécie de gastrópode do gênero Pseudorhaphitoma, pertencente a família Mangeliidae.